# A Wikipédia története

A Wikipédia jelenlegi logója

A Wikipédia, a bárki által szerkeszthető nyílt tartalmú enciklopédia 2001. január 15-én indult az interneten a hozzá hasonló Nupédia projekt kiegészítéseként.

## Az ötlet létrejötte

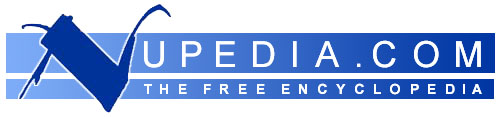
A Nupedia logója

- A történelmi előzményekhez ld. a Wikipédia cikket.

A Wikipédia a nyílt enciklopédia megteremtésének szándékával a Nupedia egy támogató projektjeként jött létre. A Nupedia a peer review egy bonyolult rendszerére épült, amihez jól képzett szerkesztőkre volt szükség, a cikkek elkészítése pedig még így is nagyon lassúnak bizonyult. 2000 során Jimmy Wales, a Nupedia alapítója és Larry Sanger, a projektre felvett alkalmazott különböző módszereken dolgozott, hogy kiegészítse a Nupediát egy nyitottabb rendszerrel.
2001. január 2-án San Diegóban, Kaliforniában, Sanger egy vacsorán Ben Kovitzcal, egy programozóval beszélgetett. Kovitz, aki akkoriban „Ward Cunningham wikijén” dolgozott, elmagyarázta a wiki koncepcióját Sangernek. Sanger felismerte, hogy a wiki nagyszerű formátum lehet a nyitottabb, rugalmasabb enciklopédia megteremtéséhez. Sanger könnyedén rávette Walest, aki korábban már megismerkedett a wiki koncepcióval, hogy üzemeljenek be egy wikit a Nupediához, aminek eredményeképpen január 10-én a Nupedia első wikije kikerült a webre.

## A projekt elindulása
A Nupedia kiegészítése egy wiki formátumú web szolgáltatással a Nupedia szerkesztői és felhasználói részéről kezdetben jelentős ellenállásba ütközött, de az új projekt megkapta a „Wikipédia” nevet és január 15-én (a „Wikipédia Napon”) elindult saját címén, a wikipedia.com-on. A sávszélességet és a szervert Wales biztosította. Az enciklopédián a kezdetekben korábbi és jelenlegi Bomis-alkalmazottak dolgoztak, köztük Tim Shell, a Bomis Inc. egyik társalapítója, valamint Jason Richey és Toan Vo programozók.
Az első szerkesztés a Wikipédián állítólag Jimmy Wales tesztbejegyzése volt, a legrégebbi fennmaradt cikk, mint az az angol Wikipédián látható, a UuU. Ezt az Eiffel.demon.co.uk nevű felhasználó hozta létre 2001. január 16-án 21 óra 8 perckor (UTC). Ez tehát a Wikipédia elindulásának másnapján történt.

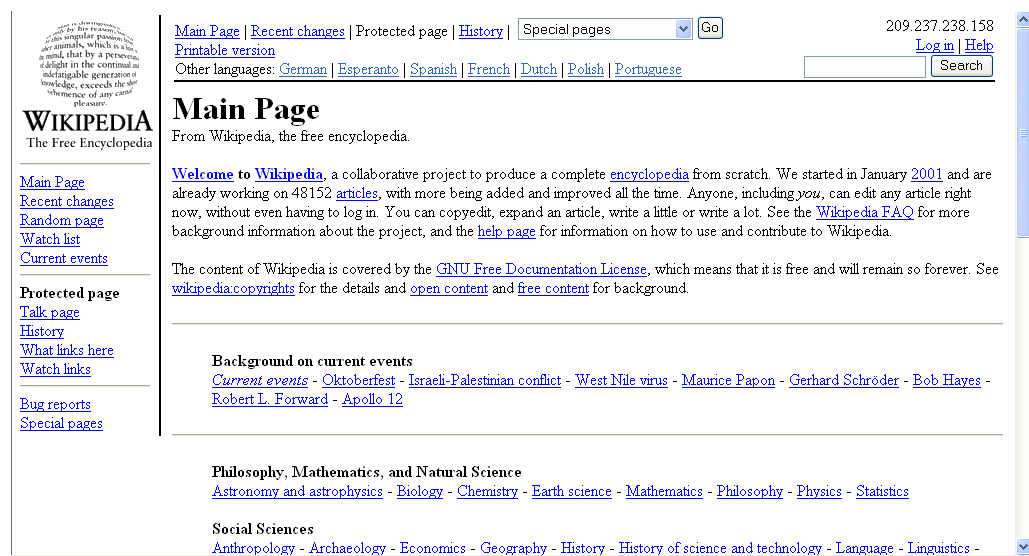
A kezdőlap 2002. szeptember 28-án

A projekt akkor ért el először nagy számú felhasználót, miután három alkalommal említették a Slashdot informatikai hírportálon, két apróbb említés március 5-én  és március 29-én , majd július 25-én egy figyelemfelkeltő ajánló készült a közösségi szerkesztés technológiájával és kultúrájával foglalkozó hírportálra, a Kuro5hinra . A viszonylag komoly fogalomnövelő hatást eredményező cikkek megjelenése között a felhasználók egyúttal más forrásokból is folyamatosan áramlottak, különösen a Google-ról, amely egyedül naponta több száz új látogatót terelt az oldalra.
A projekt 2001. február 12-én lépte át az 1000 cikket, szeptember 7-én a 10 000-et. A működés első évében 20 000 szócikk készült, 2002. augusztus 30-án a cikkek száma pedig elérte a 40 000-et. A növekedés üteme a projekt kezdetétől többé-kevésbé állandónak bizonyult, leszámítva néhány leállást a szoftver miatt.

## Nemzetközi elterjedés
Ugyanezen idő alatt a projekt nemzetközi elterjedése is beindult. 2001. májusban elindultak az első nem angol nyelvű Wikipédiák: a katalán, a kínai, a holland, a német, az eszperantó, a francia, a héber, az olasz, a japán, a portugál, az orosz, a spanyol és a svéd (), amelyekhez rövidesen csatlakozott az arab és az első magyar nyelvű változat is (, itt látható Larry Sanger 2001. szeptember 5-én 17:35-kor kelt bejegyzése a magyar nyelvű változat létrehozásáról). 2001 szeptemberében további csatlakozások történtek, elindult a dán és a lengyel változat (). Év végére, amikor az első nemzetközi statisztikák készültek, már működött az afrikaans, a norvég és a szerb változat is.

## Folyamatos növekedés

### 2002
- 2002 januárjáig Sangert a Nupedia főszerkesztőjeként és a Wikipédia nem hivatalos vezetőjeként a Bomis alkalmazta. A pénz azonban elfogyott és 2002 márciusában Sanger mindkét pozíciójáról lemondott.
- 2002 februárjában a spanyol Wikipédia résztvevőinek nagy része levált, hogy megalapítsák az Enciclopedia Libre nevű projektet. A projektet azonban megtámadták a „vandálok”, akik a valódi tartalmat törölni kezdték és nem odavaló tartalmat töltöttek fel. Noha a szerkesztők a támadásokat folyamatosan visszaverték, a projekt fő témája a folyton újjáéledő vandalizmus lett, ami végül az oldalak levédéséhez vezetett, így azokat egy idő után csak az adminisztrátorok tudták megváltoztatni.
- 2002. április 4-én a „Brilliant Prose" (Briliáns bejegyzések) gyűjtőfogalmat átnevezték „Wikipedia:Featured Articles" (Wikipédia:Kiemelt Cikkek) névre és a szócikk névtérből a Wikipédia Névtérbe mozgatták. Akkoriban a kiválasztást nem szabályozták, a magyar Wikipédiában is működő Javaslatok kiemelt szócikkekre folyamata még néhány évig nem létezett.
- 2002 augusztusában röviddel azután, hogy Wales bejelentette, soha nem engedi kereskedelmi hirdetések megjelentetését a Wikipédián, a Wikipédia URL-je wikipedia.com-ról wikipedia.org-ra változott (l. .com és .org).
- Ugyanazon a nyáron a Manual of Style névre hallgató kézikönyvben tisztázták a szerkesztési alapelvek és stílusok ajánlásait, csakúgy, mint számos más elvet és iránymutatást.
- 2002 októberében Derek Ramsey („Ram-Man”) elindított egy botot (programot), hogy nagy számú cikket adjon a már meglévőkhöz az Egyesült Államok városairól. Ezek a cikkek népszámlálási adatokra támaszkodtak. Esetenként hasonló botokat használtak már korábban is más témákra. A cikkeket a felhasználók általában jól fogadták, bár néhányuk panaszkodott azok egyformaságára és gépszerű szerkesztési módjára.
- 2002 decemberében létrejött a Wiktionary testvérprojekt, a Wikiszótár eredetije, ami szótár és tezaurusz készítésére irányult számos nyelven. Ugyanazt a szoftvert használja, mint a Wikipédia.

### 2003
- 2003 januárjában elkészült a matematikai formulák előállítását segítő TeΧ illesztés. A kódot Tomasz Wegrzanowski készítette.
- 2003. január 22-én az angol nyelvű Wikipédiában a bejegyzések száma elérte a 100 000-es határt. Két nappal később a második legkiterjedtebb Wikipédia, a német nyelvű változat átlépte a 10 000-es cikkszámot.
- 2003. június 20-án megalapították a Wikimédia Alapítványt. Ugyanazon a napon jött létre a Wikiquote, a Wikidézetek eredetije. Egy hónappal később indult a Wikibooks, amely azóta már magyarul is működik Wikikönyvek néven.
- 2003. október 28-án Münchenben lezajlott az első „igazi” Wikipédia-találkozó. A példát több város is követte és mind több wikipédista-összejövetelt hoztak létre szerte a világon, amiből számos internetes közösség alakult ki.

### 2004
- 2004 januárjában az angol Wikipédia a 200 000 cikkes, a globális hálózat a 450 000 cikkes határt lépte át. Ez utóbbi a következő hónapban elérte az 500 000-et is.
- 2004 februárjának végén megjelent a nyitóoldal új irányított struktúrája. Február 25-én a fontos áttekintő cikkek listája egy egyszerű hivatkozás alá került: „Template:WikipediaTOC”. A kézzel válogatott „Daily Featured Article” (Napi kiemelt szócikk), az „Anniversaries" (Évfordulók), és a „Did You Know” (Tudta-e…?) új formát öltött. Február 26-án elkészült az első automatikus archívum a nyitóoldal „Selected anniversaries” (Válogatott évfordulók) ablakához. Az angol Wikipédiában ez naponta frissül.
- 2004. május 29-én az összes Wikiprojektet ellátták a MediaWiki szoftver új verziójával.
- 2004. május 30-án az angol Wikipédiában megérkeztek az első kategóriakérések matematika és II. világháború témában.
- 2004. július 7-én az angol Wikipédia cikkszámlálója elérte a 300 000-et.
- 2004. július 10-étől augusztus 30-áig a Wikipédia kategóriákat és főcikkeket az áttekintő cikkekre mutató hivatkozások váltották fel. Augusztus 27-én elindult a „Wikipedia:Community Portal”, ami a közösségi munka hatékonyságát szolgálja. Ezek a tevékenységek korábban szabályozatlanul zajlottak egyedi kérések alapján, a wiki stílusban, egyszeri együttműködésekkel a hasonló gondolkodású szerkesztők között.
- 2004. szeptember 20-án a 105 nyelven működő Wikipédia elérte az egymillió szócikket,[1] amivel jókora vihart kavart a vonatkozó sajtóban. Az egymilliomodik cikket héber nyelven publikálták és Kazahsztán zászlóját taglalja.[2]
- 2004. november 20-án az angol Wikipédia bejegyzéseinek száma elérte a 400 000 cikket.

### 2005
- 2005. február 5-én indult az első Wikiportál Biológia témakörben.
- 2005. március 17-én az angol nyelvű Wikipédia cikkeinek száma átlépte az 500 000-es határt.
- 2005. június 7-én 8:00 órakor (UTC) a Wikimédia szervereit az utca túloldalán lévő megújult környezetbe átszállították, ezért ekkor minden Wikimédia projekt elérhetetlen volt.
- 2005. június 19-én az angol Wikipédia cikkeinek száma elérte a 600 000-et.
- 2005. július 16-án az angol Wikipédia nyitóoldalán elindult a napi frissítésű „Featured pictures" (Kiemelt képek) ablaka, ahol addig a „Did You Know" volt látható.
- 2005. augusztus 25-én az angol Wikipédia elérte a 700 000 szócikket.
- 2005. szeptember 29-én az angol Wikipédiában a cikkek száma átlépte a 750 000-et.

### 2006
- 2006. március 1-jén, 23 óra 9 perckor (UTC szerint) az angol Wikipédia elérte az 1 000 000 cikkes álomhatárt. Az egymilliomodik szócikket a Nach0king nevű felhasználó írta a skót Jordanhill vasútállomásról (en:Jordanhill railway station). A pontos dátumra fogadni is lehetett, a fogadást Mészáros András (Anr) nyerte meg 2004 novemberében leadott szavazatával.
- 2006. november 24-én az angol Wikipédiában elkészült az 1 500 000-dik szócikk.

### 2007
- 2007. szeptember 9-én az angol Wikipédiában elkészült a 2 000 000-dik szócikk.

### 2008
- A több mint 250 nyelven olvasható Wikipédia projektekben Greenwichi középidő szerint 2008. március 27-én 00:07 órakor született meg a tízmilliomodik Wikipédia-szócikk. Ez a cikk a magyar Wikipédiában jött létre, akkori változatát Pataki Márta szerkesztőtársunk készítette, és Nicholas Hilliard festőről szól.[3]

### 2009
- 2009 augusztusában az összes Wikipédia szócikkeinek száma elérte a 14 milliót.[4]  Az angol Wikipédia 3 milliomodik szócikke 2009. augusztus 17-én jött létre.[5]

### 2014
2014. október 22-én a lengyelországi Słubice városban, a Frankfurt téren avatták fel az első Wikipédia-emlékművet.